# 五旬節聖潔會永光小學
五旬節聖潔會永光小學（英語：The PHC Wing Kwong Junior School），為香港大埔區一所津貼小學，於2024年創校，亦是目前為止香港最新創辦的津貼小學。

## 歷史
自2013年起，五旬節聖潔會已有意開辦一所全新津貼小學，其後曾三度申請位於粉嶺及沙田的新建校舍，但皆不果。適逢政府於2019年推出毗鄰富蝶邨的擬建小學校舍，該會再次申請競投，並於同年9月獲批。
隨著校舍於2023年尾竣工，此校亦於翌年9月正式開課，首年小一開辦兩班，而小二至小四則各開辦四班。

## 校舍
此校為一座後千禧校舍，佔地7,068平方米，設有36間課室及各種特別室。校舍由王董建築師事務有限公司設計、有利建築承建，於2021年5月動工，2023年尾完工。
值得一提的是，此校亦是全港首四座採用預製組件興建的後千禧校舍之一。

### 校舍建設圖集

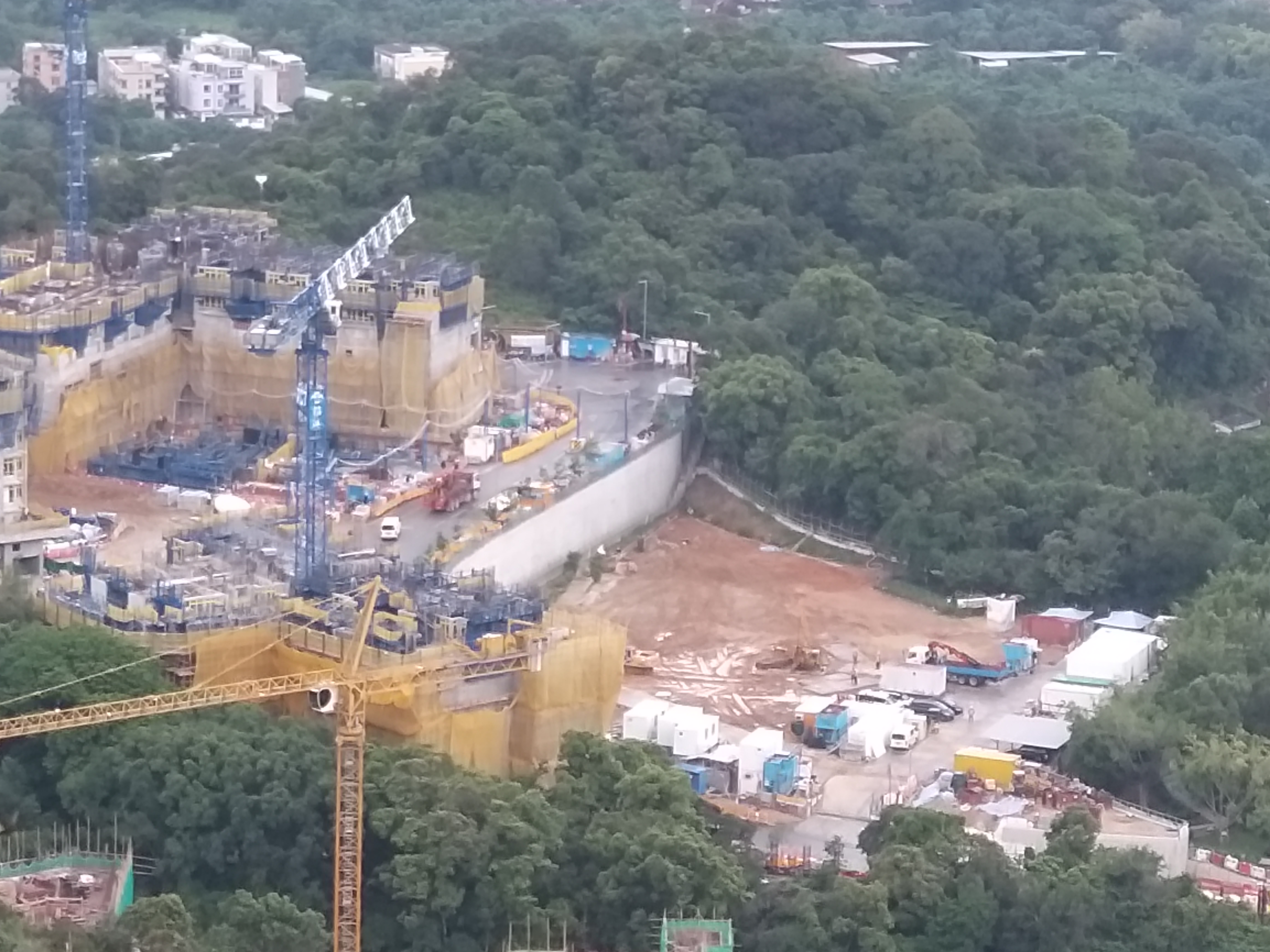
剛動工，2021年6月
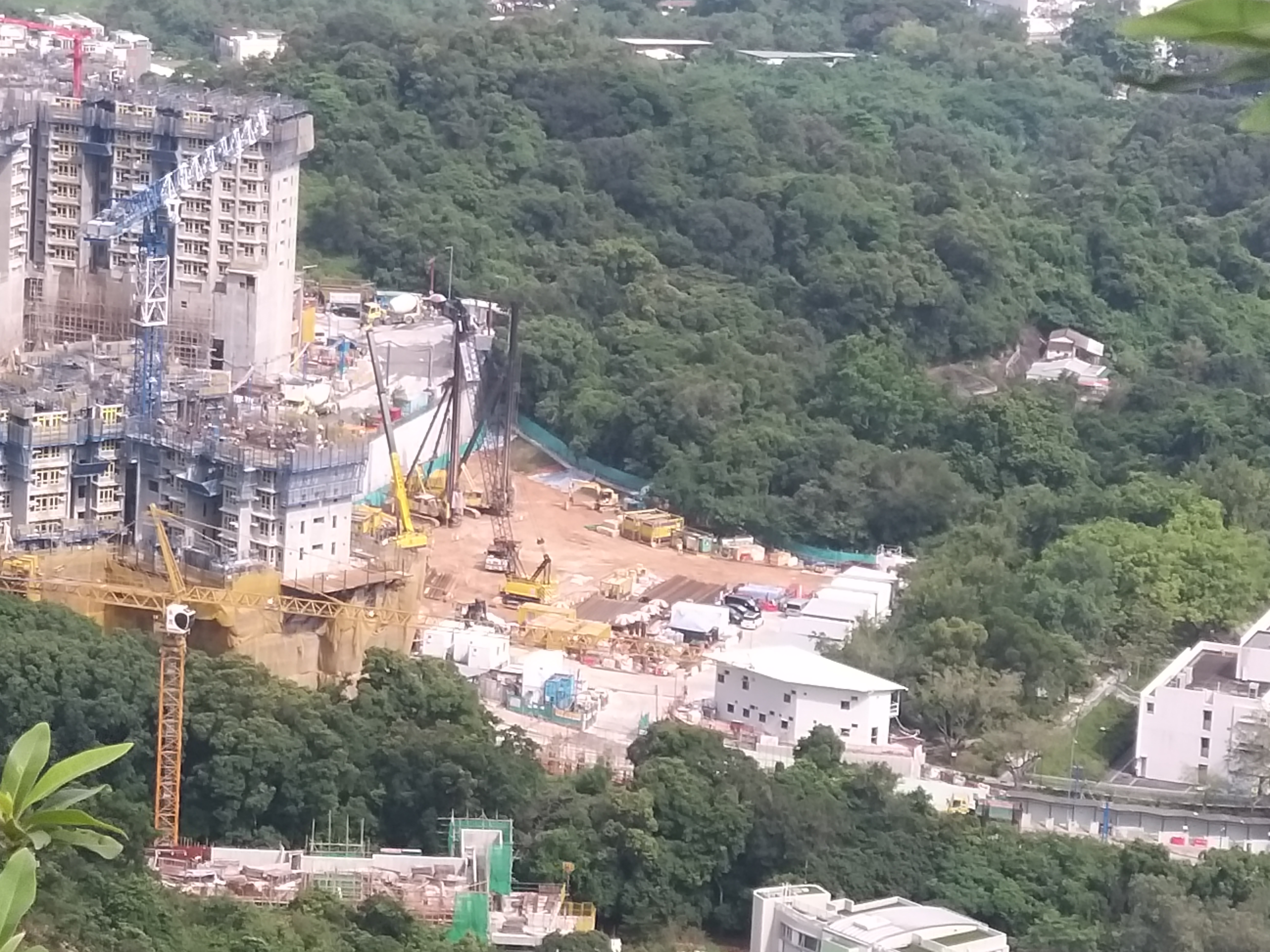
開始打樁，2021年8月
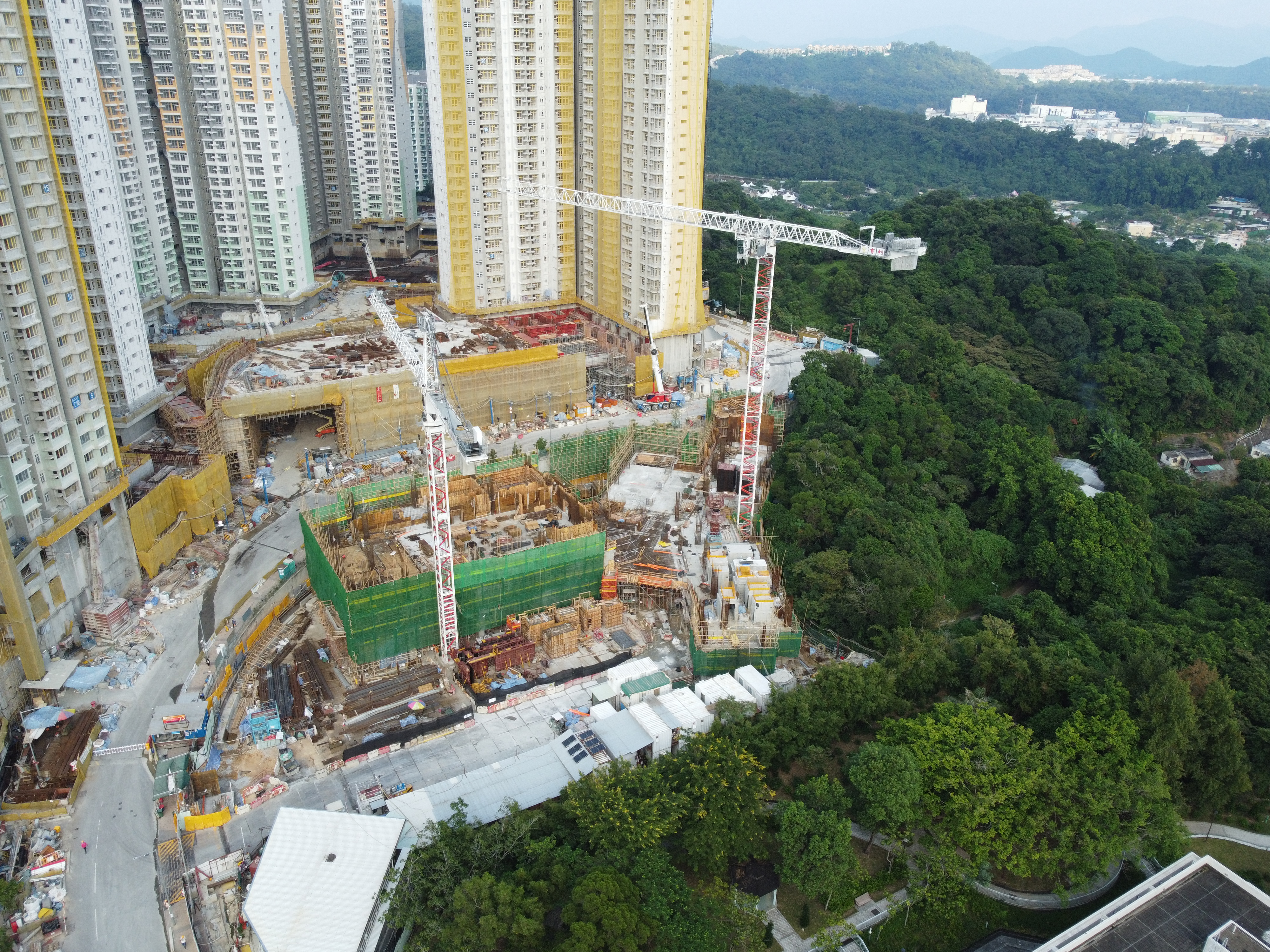
正興建首層，2022年10月
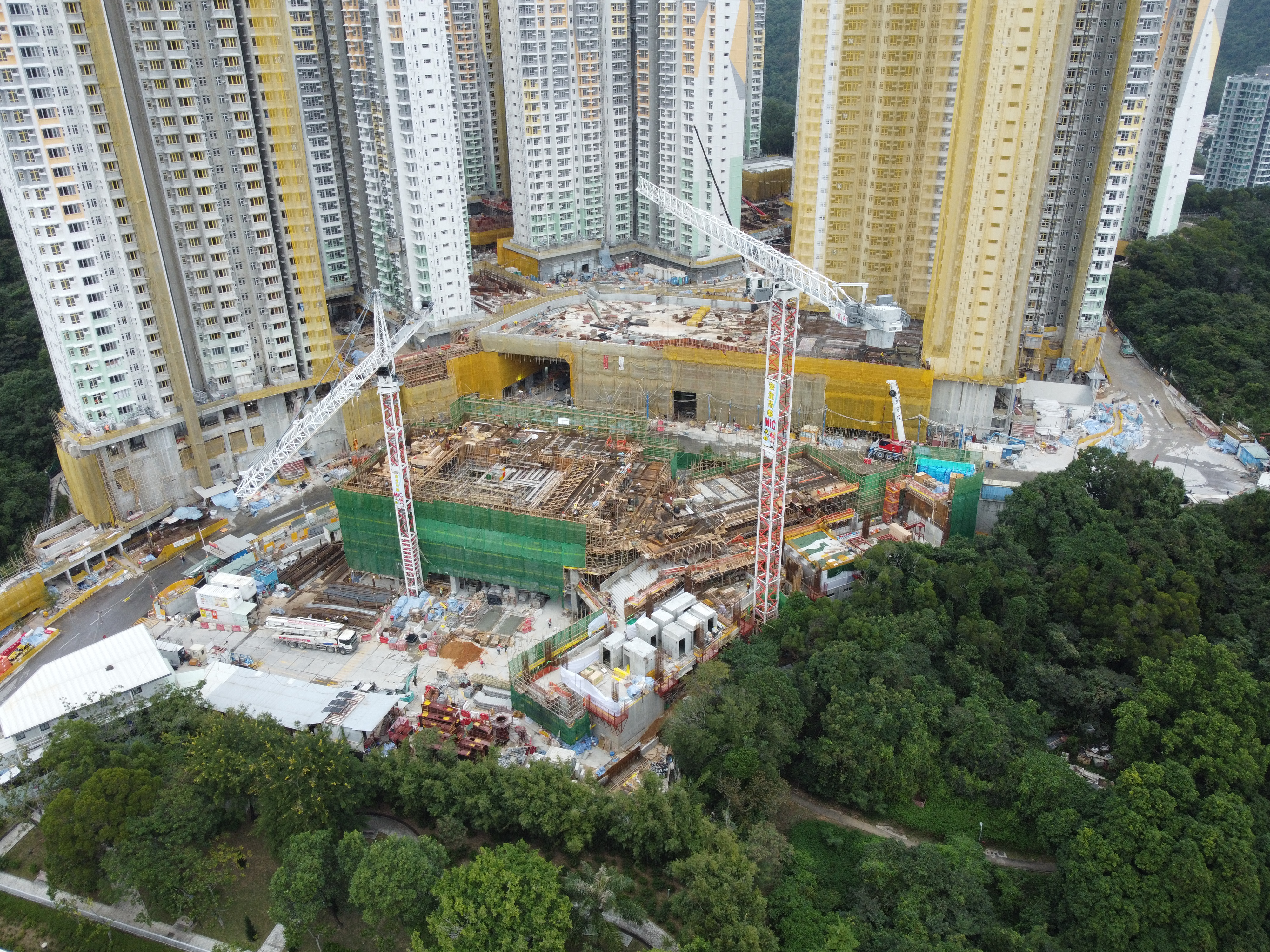
開始吊裝預製件，2022年12月
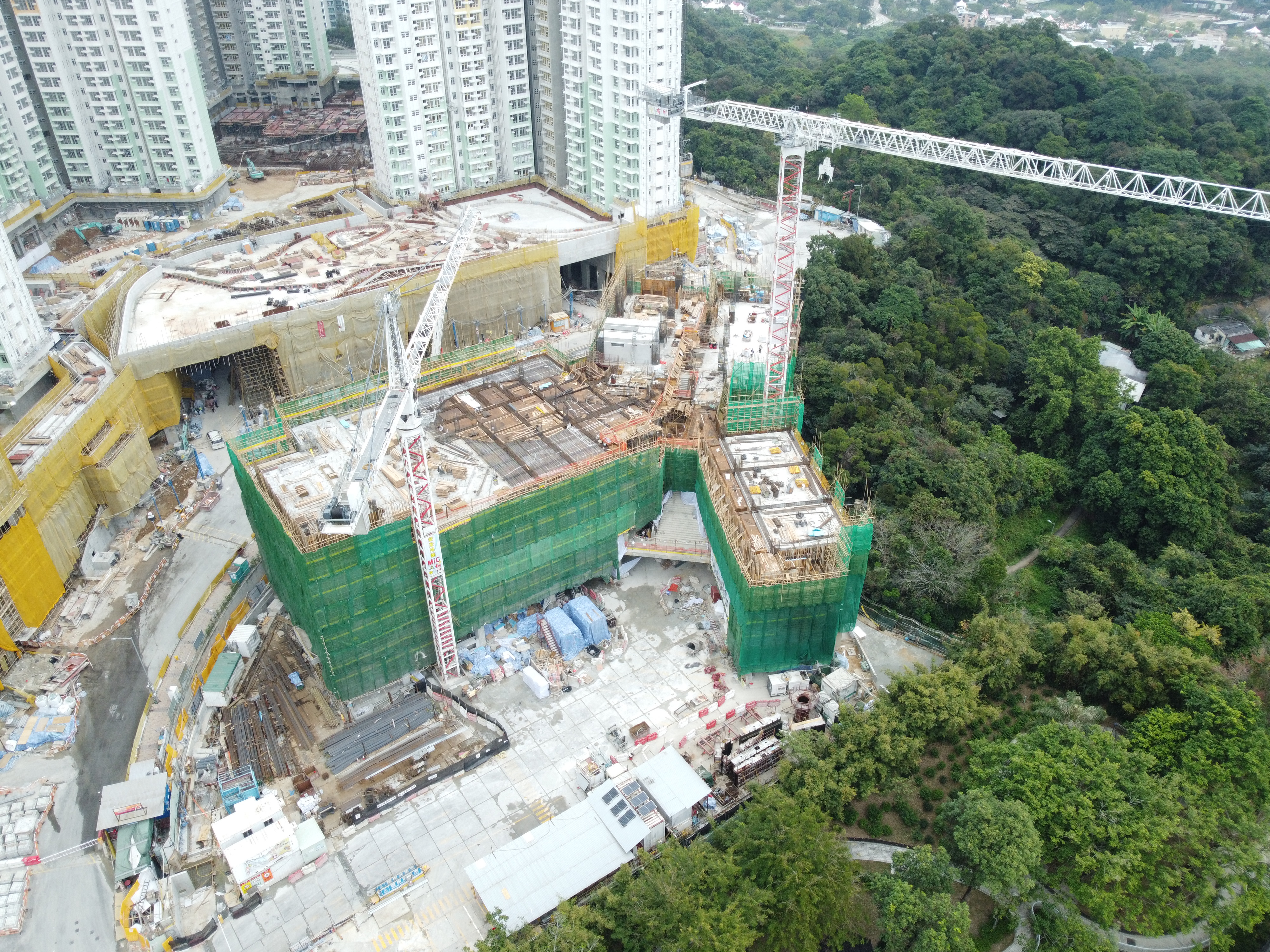
建至3樓，2023年2月
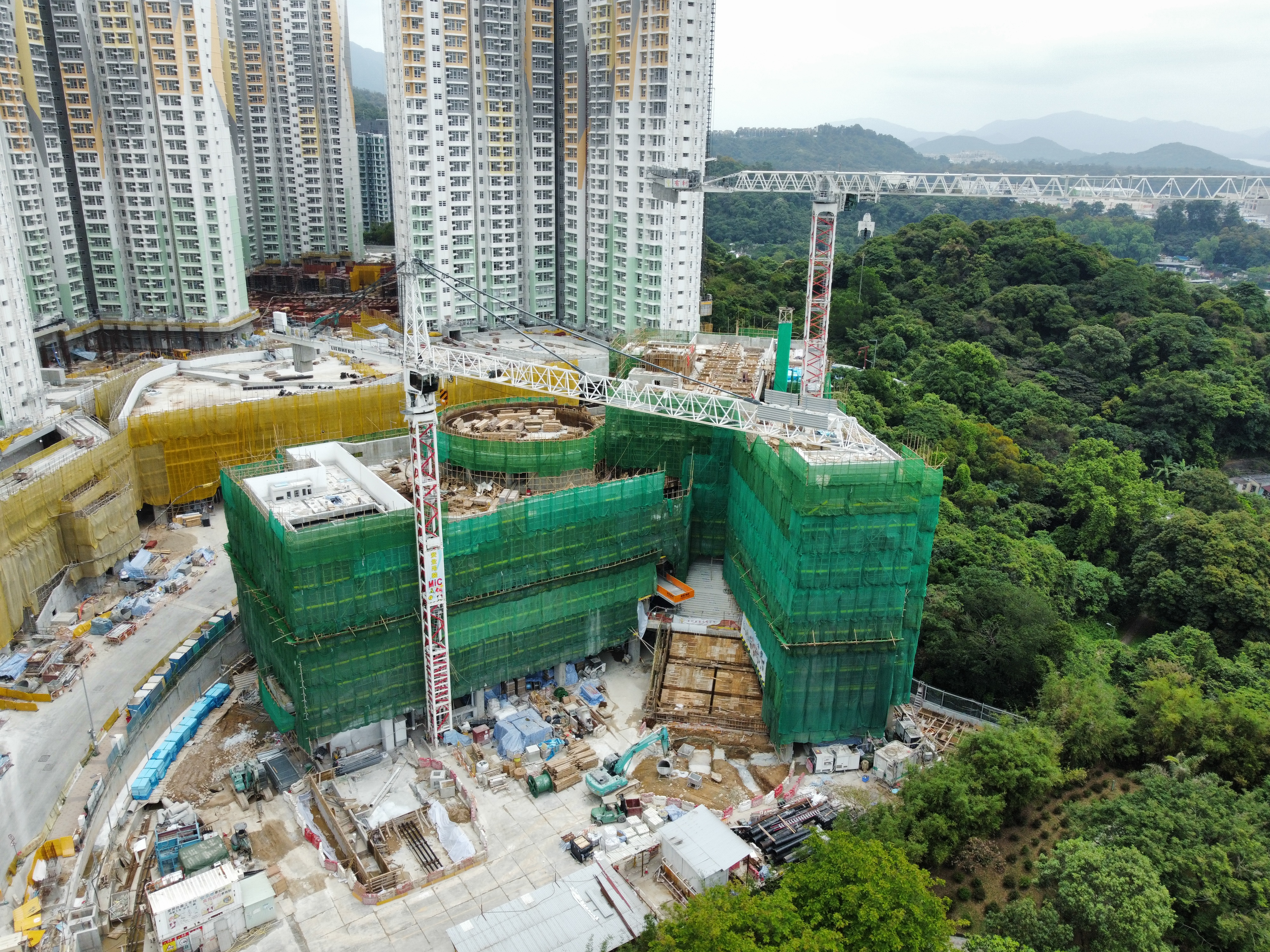
平頂中，2023年5月
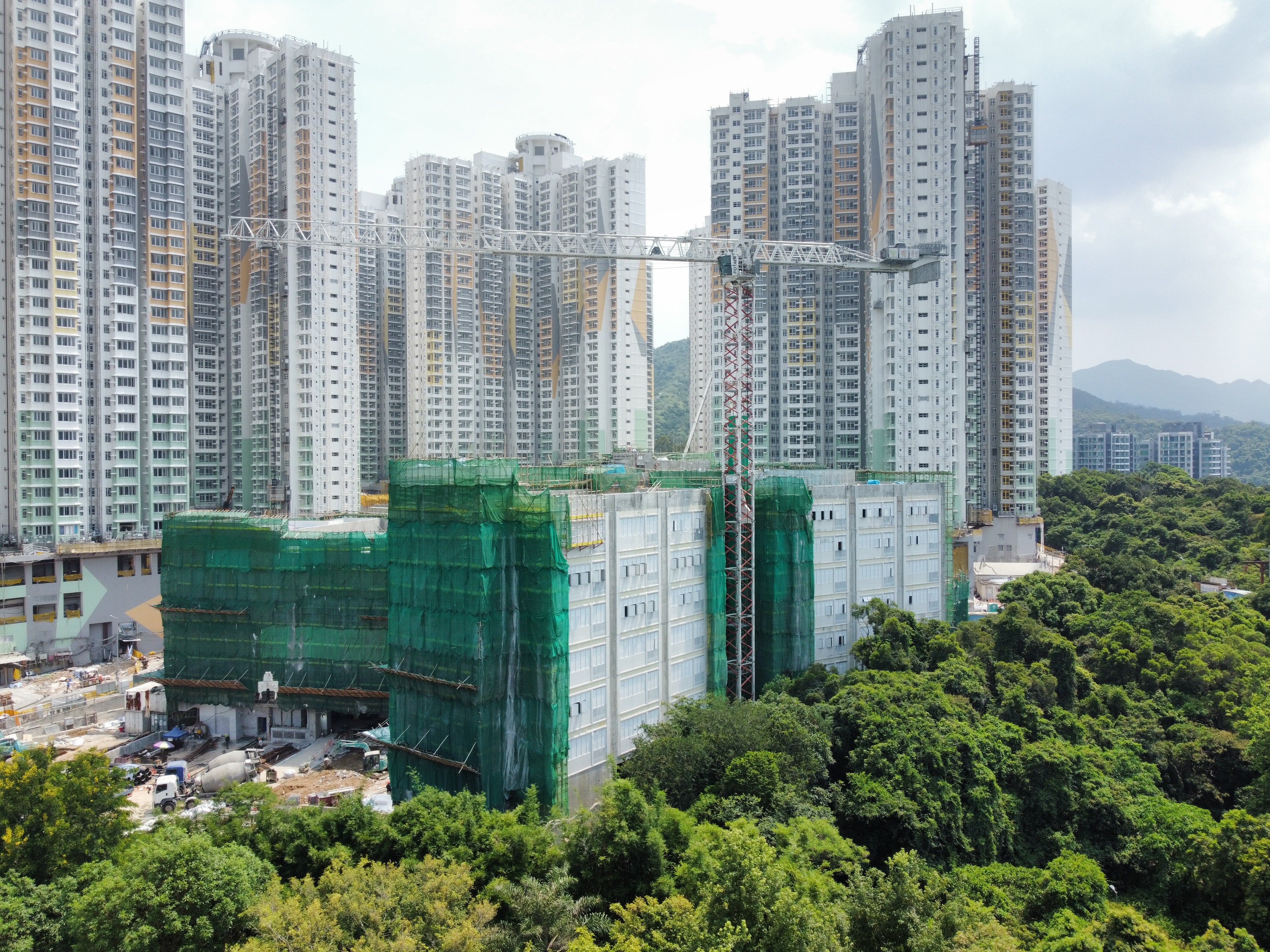
已封頂，2023年7月
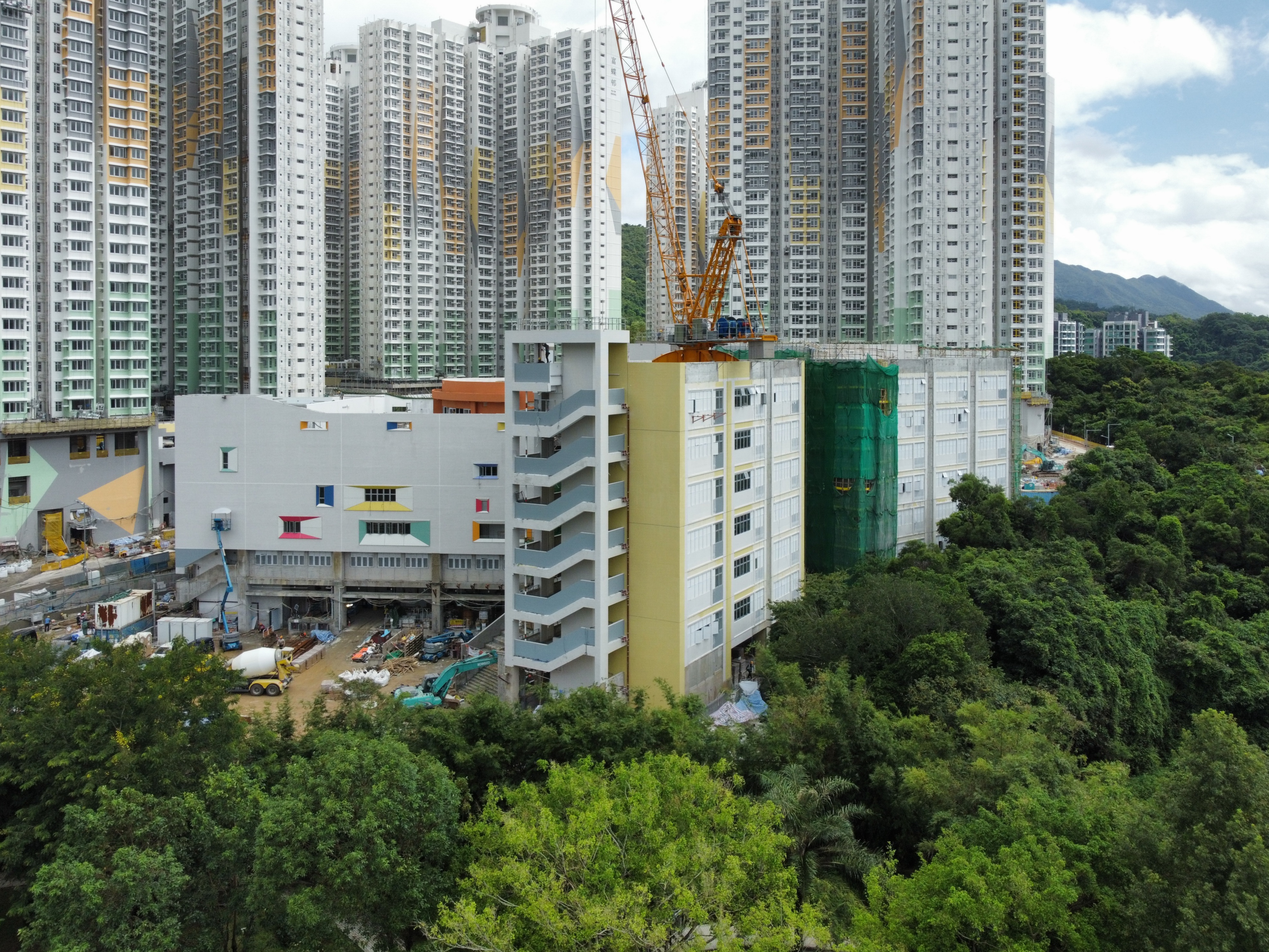
2023年9月
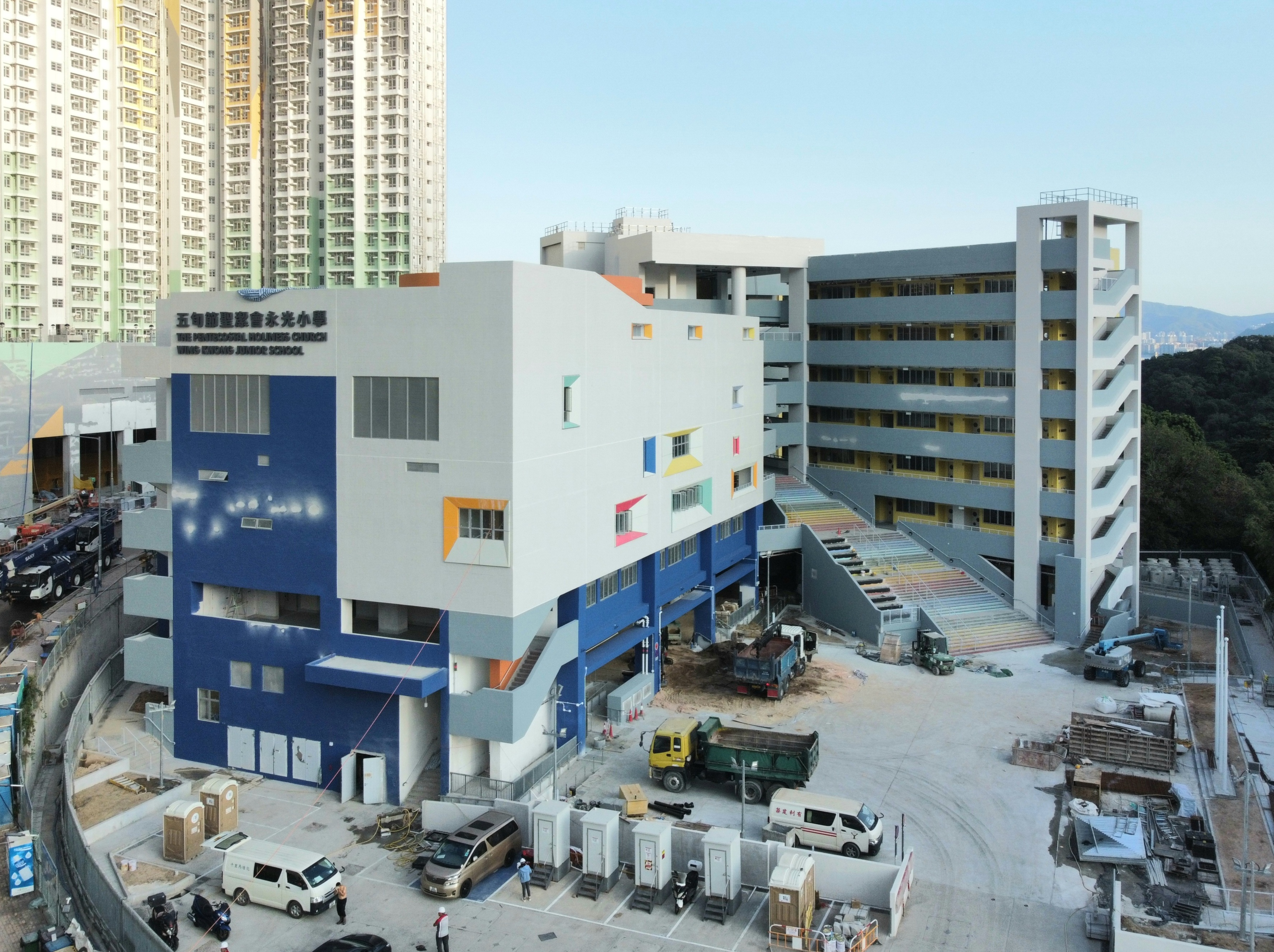
校舍即將完工，2023年11月
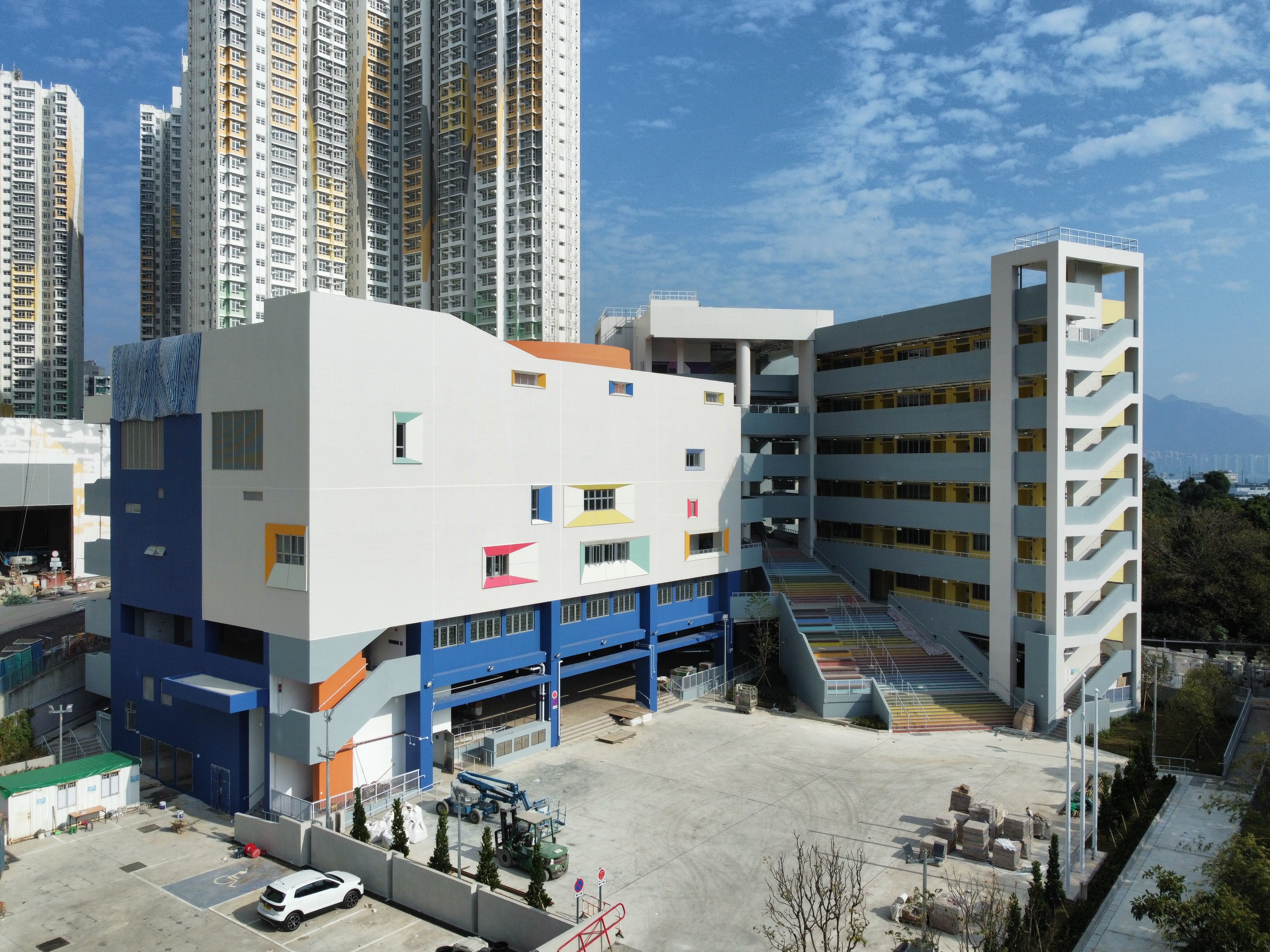
大致完工但未啟用，2024年1月

## 歷任行政人員

### 校監
- 區麗儀 小姐（2024年起，創校及現任校監，兼辦學團體總幹事）

### 校長
- 洪慕竹 女士（2024年起，創校及現任校長[註 3]）

## 軼事及事件
- 在此校校舍分配期間，仍待復辦的香港樹人學校[10]、同區有時限辦學的新界婦孺福利會基督教銘恩小學[11]，以及基督教聖約教會[12]亦有競投。

## 註解
1. ↑  現時分別為救世軍中原慈善基金皇后山學校、東華三院曾憲備小學及東華三院蔡榮星小學。
2. ↑  另外三座分別是中華基督教會全完第一小學、香港道教聯合會雲泉學校及保良局蕭漢森小學，當中此校為首座動工的同類校舍。

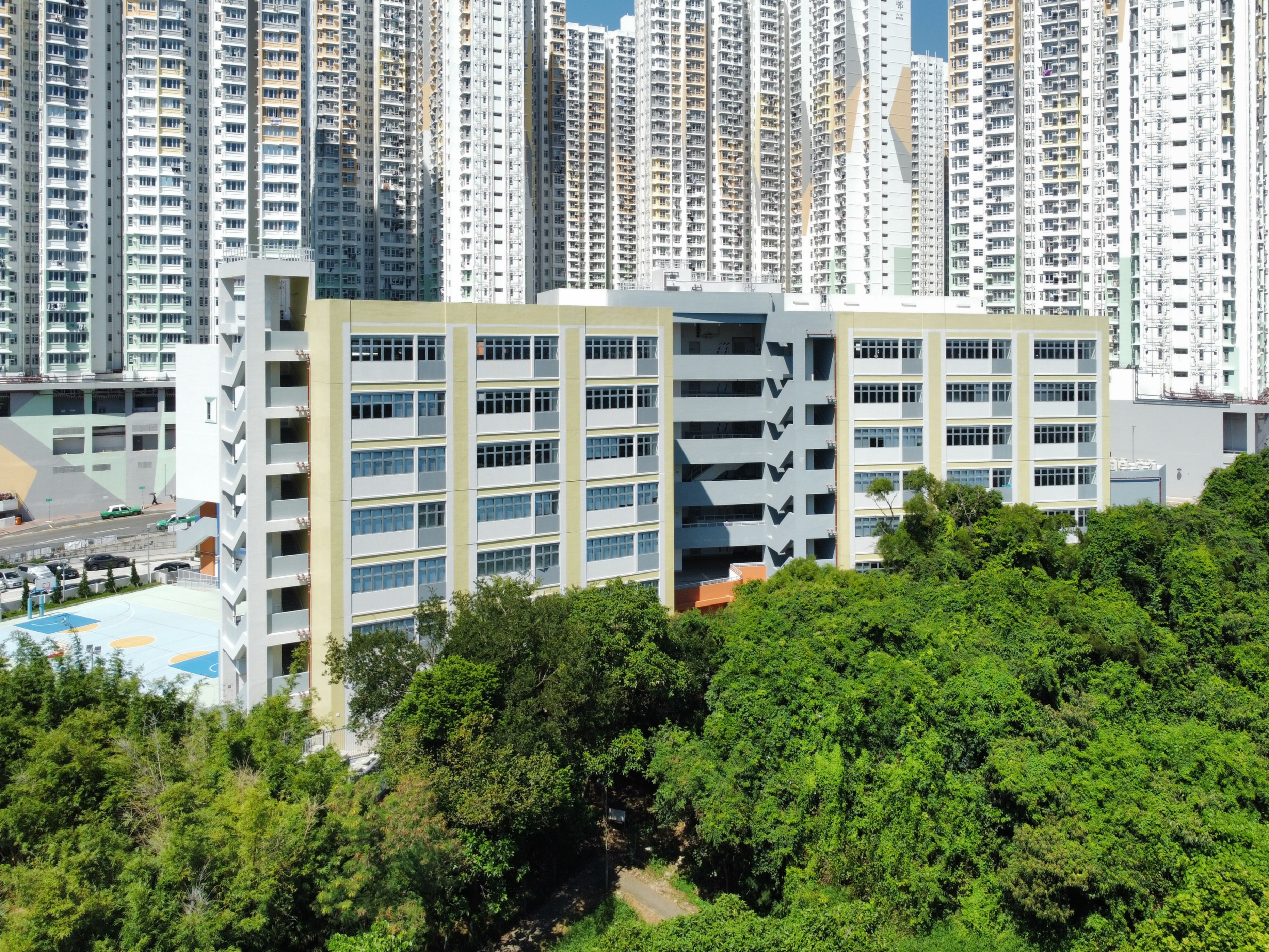
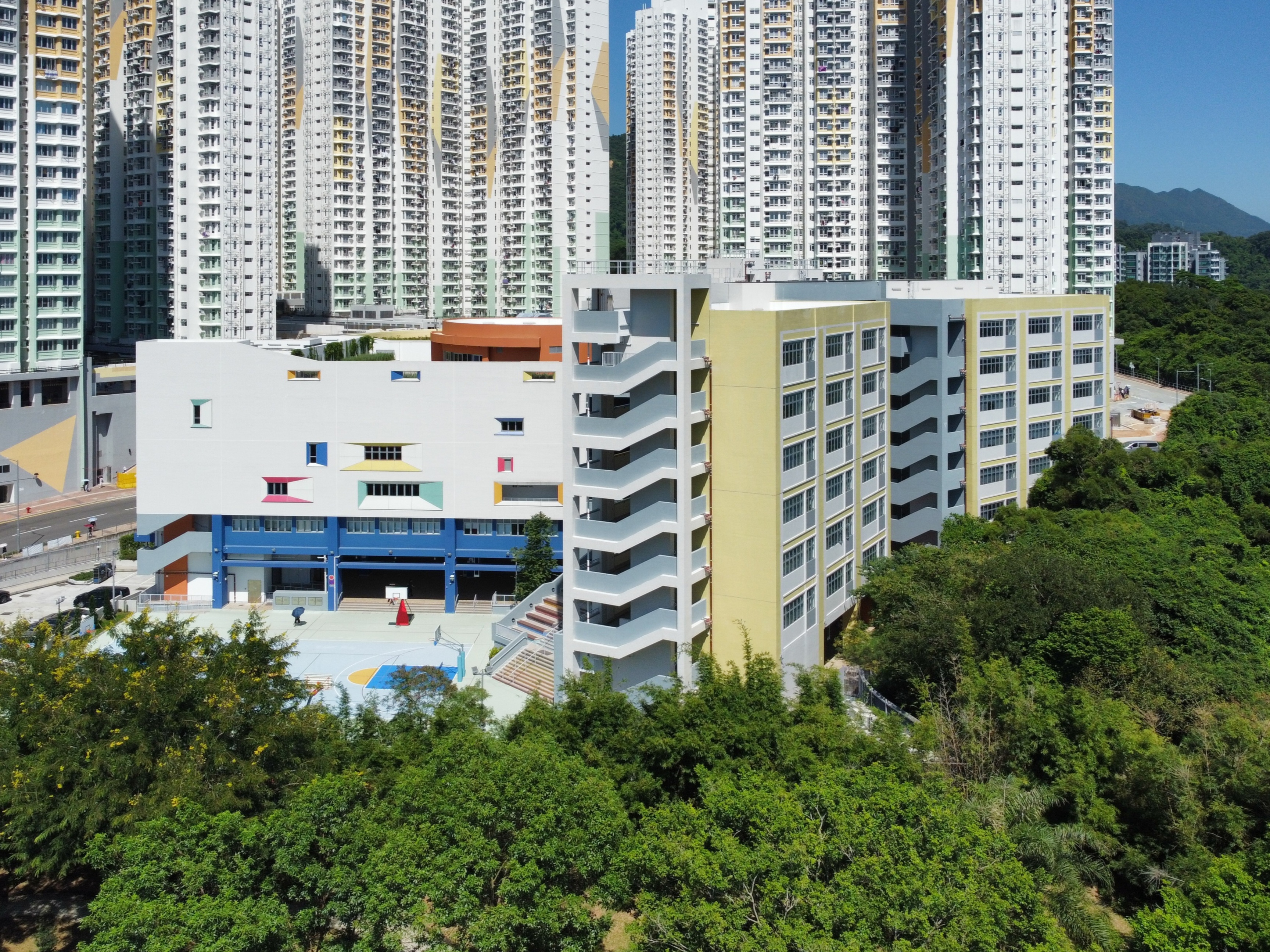
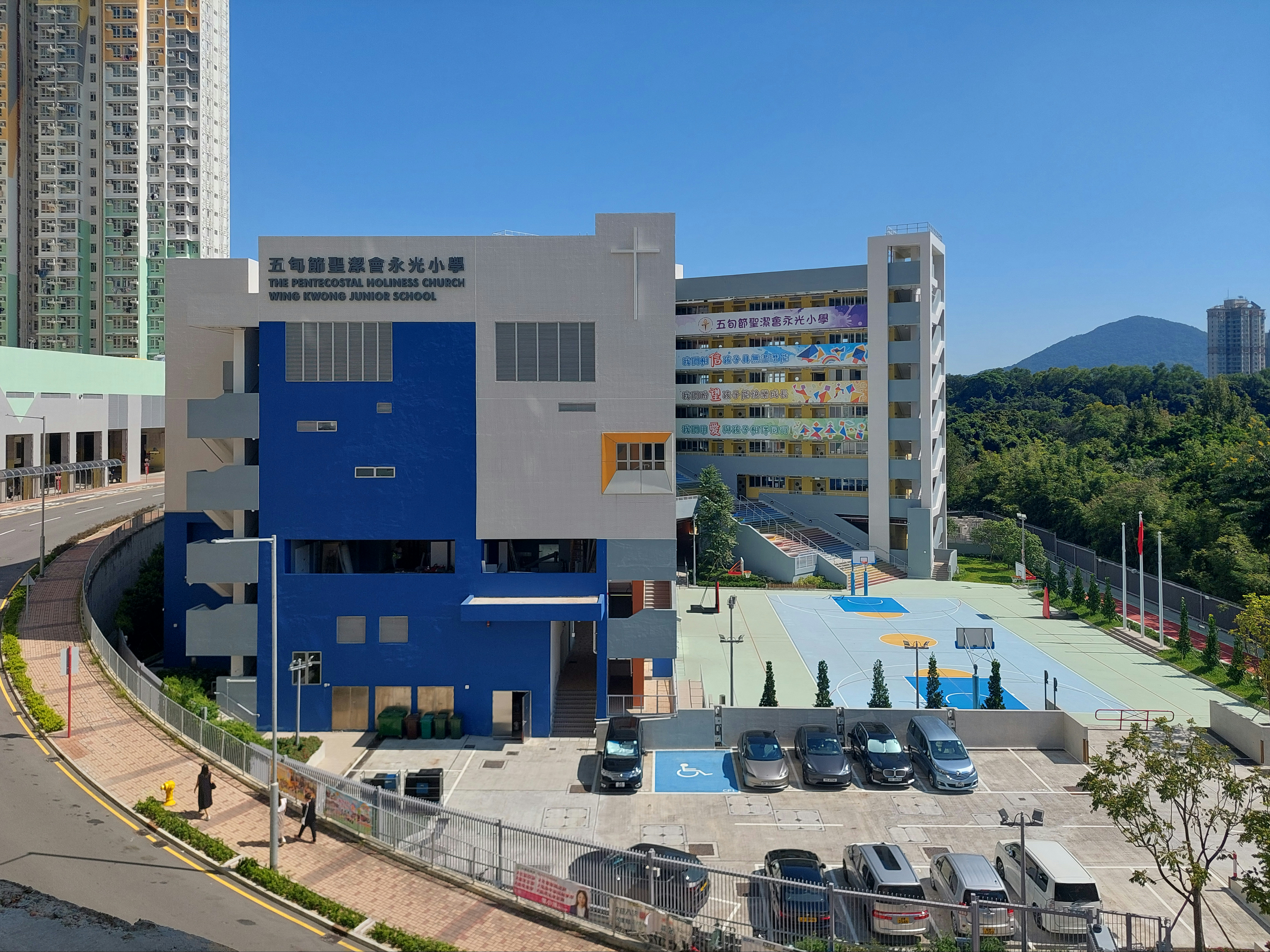
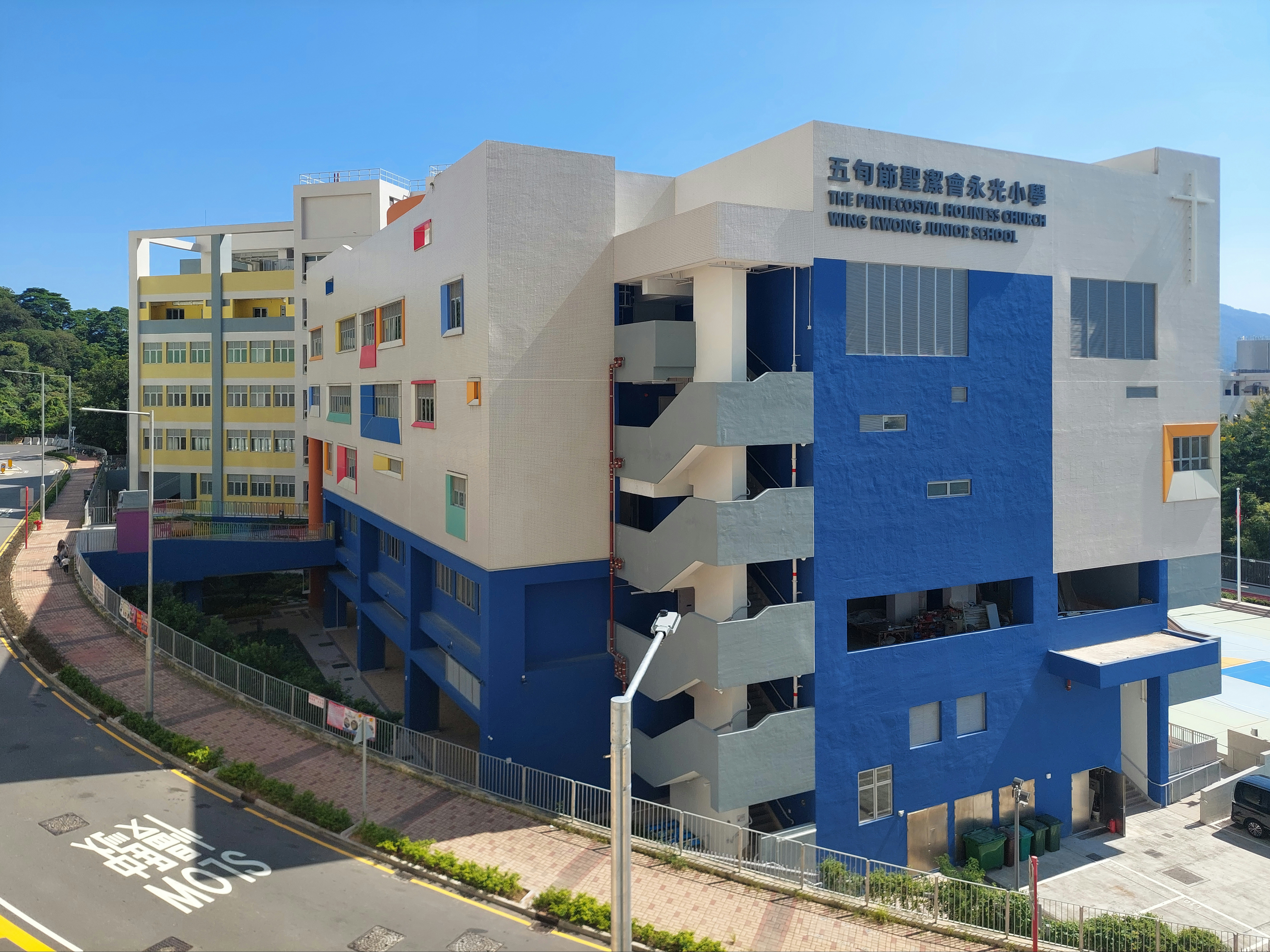

3. ↑  由基督教宣道會宣基小學轉職。

## 外部連結
- 五旬節聖潔會永光小學官方網站 （页面存档备份，存于）